# Euxitheos
Euxitheos (in greco antico: Εὐξίθεος?, Eúxitheos; fl. VI secolo a.C.) è stato un ceramista e ceramografo greco antico attivo durante gli ultimi decenni del VI secolo a.C., appartenente alla corrente della ceramica a figure rosse, di cui è identificato come uno dei maggiori maestri..

## Attribuzione delle opere
Ceramista dai caratteri biografici non identificati, il suo nome è conosciuto solo grazie a quattro vasi su cui figura la sua firma: si tratta di alcune delle opere più notevoli della sua epoca, quali il cratere a calice di Euphronios, un'anfora e due coppe di Oltos.